# Laomedonte

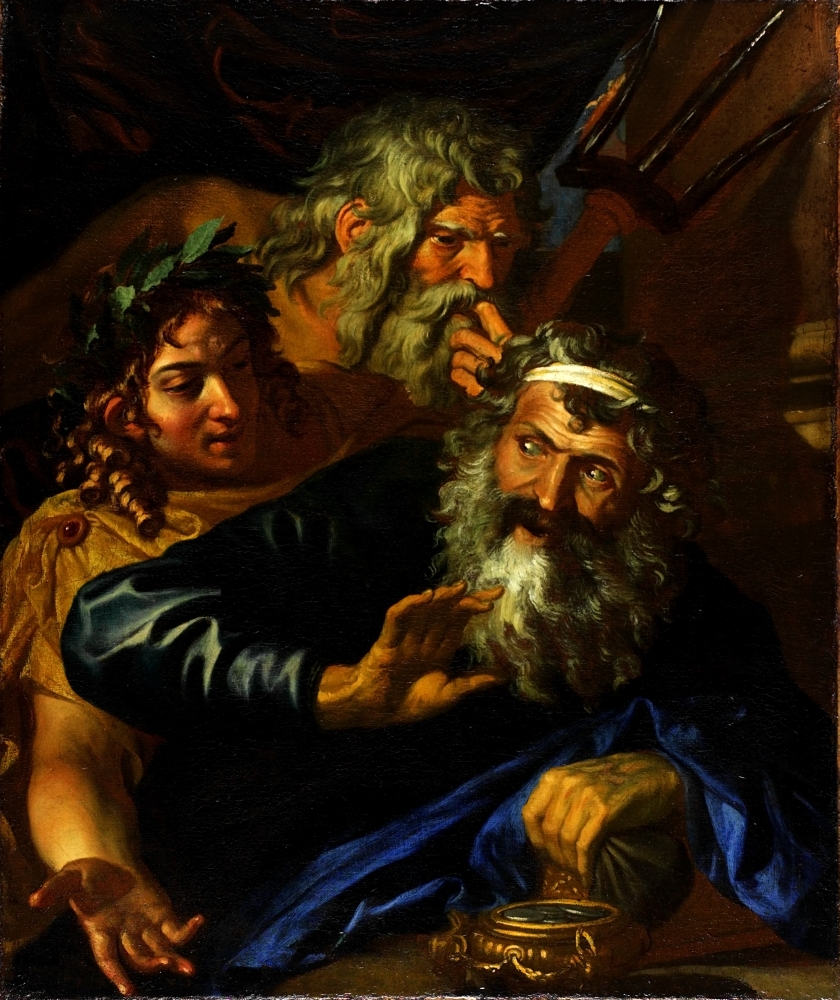
Óleo en tabla atribuido a Joachim von Sandrart, y también a Girolamo Troppa (1637 - 1710): Laomedonte rehúsa pagar a Poseidón y Apolo. Hunterian Museum and Art Gallery.

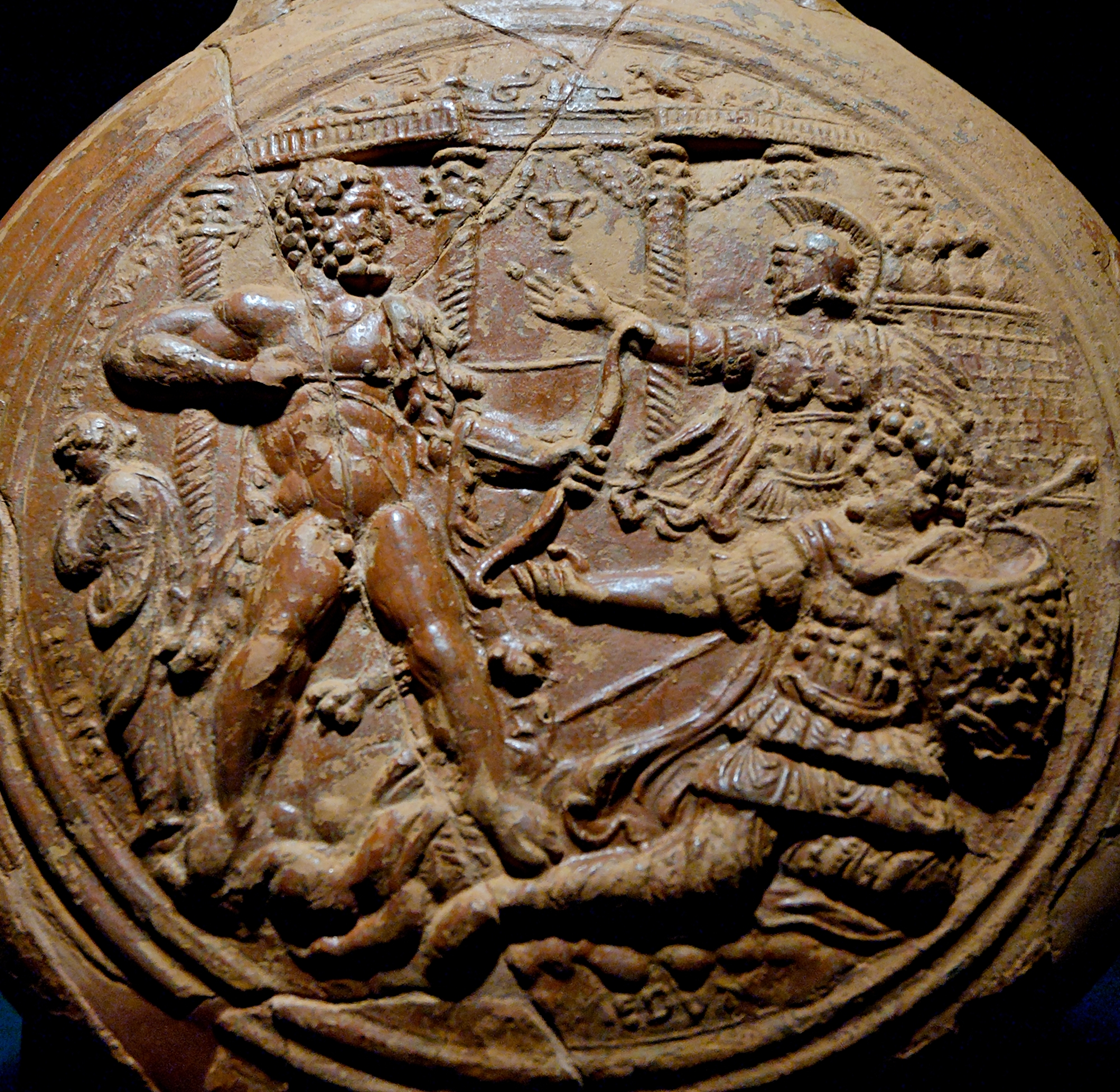
Heracles a punto de matar a Laomedonte; el personaje de la izquierda es Hesíone. Frasco de terra sigillata procedente del sur de la Galia; finales del siglo I - principios del siglo II.

En la mitología griega, Laomedonte (en griego: Λαομέδων, -οντος; latín: Laomĕdon, -ontis) fue uno de los primeros reyes de Troya, especialmente recordado por ser un rey perjuro. Según la Biblioteca mitológica Laomedonte era hijo del rey epónimo Ilo y de Eurídice, hija de Adrasto. Al morir su padre, Laomedonte ocupó el trono de Troya. Junto a su esposa Estrimo, hija del dios fluvial Escamandro, tuvo hijos: Titono, Lampo, Clitio y Hicetaón y Podarces; también hijas: Hesíone, Cila y Astíoque. Algunos dicen que la madre de sus hijos fue en realidad Placia, hija de Otreo. Lo que sí es cierto es que Laomedonte tuvo al menos un hijo bastardo, Bucolión, en la ninfa Cálibe.

## Mitología
Según la Biblioteca mitológica de Apolodoro, Laomedonte proyectó la construcción de la muralla que rodeaba la ciudad de Troya y que realizaron Apolo y Poseidón. Píndaro añade como tercer constructor a un mortal, Éaco. Según Diodoro Sículo y Homero, Poseidón la construyó solo, mientras Apolo guardaba los rebaños reales en el monte Ida de la Tróade. Una vez terminada la obra, el rey se negó a pagar el salario estipulado a los dioses: treinta dracmas troyanas. En castigo, Apolo mandó una peste (λοίμος/loímos), y Poseidón creó un maremoto (κῆτος/kễtos) con un golpe de su tridente.
Un oráculo reveló a Laomedonte que debería ser ofrecida regularmente una joven virgen en sacrificio a Apolo para aplacarlo. Cuando le tocó el turno a Hesíone, una de las hijas de Laomedonte, Heracles se ofreció a salvar a la muchacha a cambio de las yeguas divinas que le había regalado Zeus a Tros en compensación por el rapto de Ganimedes. Pero una vez realizada la empresa, Laomedonte intentó dar a Heracles unas yeguas mortales en lugar de las prometidas. Diodoro precisa que hizo encarcelar a Ificles y Telamón, los dos heraldos enviados por Heracles. Fueron salvados in extremis por Príamo. Furioso, Heracles se vengó dando muerte al rey y a todos sus hijos menos a Hesíone y a Príamo, que no estaba de acuerdo con su padre y que, como único descendiente, heredó Troya.

## Familia
Progenitores
- Ilo y Eurídice, hija de Adrasto[3]
- Ilo y Leucipe[4]
- Ilo y Batía, hija de Teucro[5]

Consortes
- Zeuxipe[6]
- Estrimo, hija del Escamandro[7]
- Placia, hija de Otreo[7]
- Leucipe[8]

Descendientes
- Antígona — que se enorgullecía de tener un pelo más bonito que el de Hera, y la retó a una contienda. Fue transformada, como castigo, en cigüeña, que aún sigue vanagloriándose.[9]
- Astíoque[1]— esposa de Télefo y madre de Eurípilo, que murió luchando como aliado de los troyanos.
- Bucolión —  hijo bastardo, nacido de una ninfa[1]
- Cila[1]— poco o nada se sabe de ella.
- Clitio[1]— anciano de Troya y abuelo de Polidamante, fiel consejero de Héctor.
- Clitodora[10] — esposa de Asáraco y madre de Capis.
- Etila[11]— fue tomada como prisionera por Protesilao tras la caída de Troya.
- Ganimedes[12] — raptado por Zeus.
- Hesíone[1]— que fue sacrificada para un monstruo marino y Heracles la rescató.
- Hicetaón[1][13]— uno de los ancianos de Troya, partidario de devolver a Helena para evitar una inminente guerra.
- Lampo[1] — su hijo mayor; éste engendró a Dólope,[14] quien se enfrentó a Meges en tierra troyana.
- Medesicaste[15]— fue tomada como prisionera tras la caída de Troya pero se vengó quemando la flota griega.
- Príamo[1] — llamado Podarces de nacimiento y que lo sucedería como rey de Troya.
- Proclea[16]— esposa de Cicno de Colonas.
- Timetes[17]— uno de los augures que pronunció una profecía sobre la ruina de Troya
- Titono[1]— referido como el mayor de sus hijos legítimos

## Interpretación
Georges Dumézil señala que la leyenda de Laomedonte muestra tres tipos de hybris:
- deslealtad económica a Apolo y Poseidón, que fueron usados como esclavos;
- deslealtad heroica a Heracles;
- deslealtad a los heraldos, cuya vida era sagrada.

Así, Dumézil encuentra la trifuncionalidad protoindoeuropea:
- pastor y artesano;
- héroe;
- Zeus, dios protector de los heraldos.